# Mineralvandsfabrikken Frem
 For alternative betydninger, se Frem. (Se også artikler, som begynder med Frem)
Mineralvandsfabrikken Frem  er en mineralvandsfabrik i Ribe, der blev etableret i 1949. I 2016 blev selskabet en del af Bryggeriet Fuglsang, der i 2021 fusionerede med Royal Unibrew. Firmaets slogan er Alle på stribe drikker Frem fra Ribe.

## Historie
Fabrikken blev grundlagt i 1949 af Egon Adelhardt Nielsen. Opstarten skete med nogle brugte maskiner Nielsen havde med sig fra Hadsund og som han installerede i en baghus beliggende ved Hundegade/Brorsonsvej i Ribe.
En stigende efterspørgsel gjorde det nødvendigt med mere plads og i 1960 blev fabrikken, Hundegade 41 bygget.
I 1978 overtog to af hans sønner Egon Adelhardt og Palle Adelhardt Nielsen firmaet.
I 2009 indviede firmaet en ny lager- og administrationsbygning i Ribe Nord, på Tycho Brahes Vej, da de gamle faciliteter atter var blevet for små.
I 2013 begyndte produktionen af økologisk sodavand, og i dag har fabrikken etableret et separat økologisk brand kaldet Brødrene Adelhardt.
I 2016 blev Frem overtaget af Bryggeriet Fuglsang. Planen var at flytte det nedslidte produktionsapparat i Hundegade til et nyt stort tapperi ved motorvejen i Haderslev og lade administration og lager blive i Ribe. Planerne er dog ikke blevet realiseret. 
I 2021 fusionerede Bryggeriet Fuglsang og Mineralvandsfabrikken med Royal Unibrew, der i dag fører mærket videre. 

## Produkter
Frem fremstiller forskellige varianter af mineralvand, cidere og æblemost. Både økologisk og ikke økologisk.

### Retro Vand
I dag ser man ofte en klar reference mellem firmaets produkt Klar Cola og til 1980'erne.[kilde mangler] Selv om produktionen af Klar Cola er stoppet, så produceres der til tider fortsat et parti af netop denne vand.[kilde mangler]
2020 blev året hvor sodavanden atter har fundet sit faste indpas i sortimentet.[kilde mangler]

### Ribe Vand
I 2013 introduceres den økologiske sodavandsserie Ribe Vand i 1/2 l. flasker. Efter som produktionen i Hundegade er påregnet glasflasker, blev denne ikke produceret på egen fabrik.